# Raphael Gualazzi

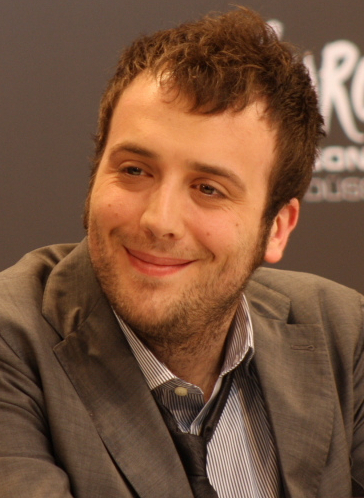
Raphael Gualazzi (2011)

Raphael Gualazzi (* 11. November 1981 in Urbino als Raffaele Gualazzi) ist ein italienischer Sänger und Pianist.

## Karriere
Schon 2005 erschien sein Debüt-Album Love Outside the Window beim Plattenlabel Edel Music. Kurz nach Erscheinen seines zweiten Albums Reality and Fantasy im Jahr 2011 siegte er in der Newcomer-Kategorie beim Sanremo-Festival 2011 mit seinem Jazz-Song Follia d’amore (‚Liebeswahn‘). Mit dem Stück – auf Englisch und Italienisch als Madness of Love interpretiert – vertrat Gualazzi Italien beim Eurovision Song Contest 2011. Dies war der erste Beitrag Italiens seit 1997. Gualazzi belegte hinter Ell und Nikki aus Aserbaidschan den zweiten Platz mit 189 Punkten.
Nach diesem Erfolg schaffte es Gualazzis Album Reality and Fantasy, aus dem Madness of Love stammt, in die Top 50 der deutschen Albumcharts. Er tourte anschließend durch Europa. Sein nächstes Album Happy Mistake erschien im Frühjahr 2014 in Deutschland.

## Diskografie

### Alben
| Jahr | Titel                   | Höchstplatzierung, Gesamtwochen, AuszeichnungChartplatzierungen (Jahr, Titel, Platzierungen, Wochen, Auszeichnungen, Anmerkungen) | Höchstplatzierung, Gesamtwochen, AuszeichnungChartplatzierungen (Jahr, Titel, Platzierungen, Wochen, Auszeichnungen, Anmerkungen) | Höchstplatzierung, Gesamtwochen, AuszeichnungChartplatzierungen (Jahr, Titel, Platzierungen, Wochen, Auszeichnungen, Anmerkungen) | Anmerkungen                              |
| Jahr | Titel                   | IT | DE | AT | Anmerkungen                              |
| ---- | ----------------------- | --- | --- | --- | ---------------------------------------- |
| 2005 | Love Outside The Window | IT44 (10 Wo.)IT | — | — | Charteinstieg IT: 2011                   |
| 2011 | Reality and Fantasy     | IT4 Platin · (60 Wo.)IT | DE49 (2 Wo.)DE | AT53 (1 Wo.)AT |                                          |
| 2013 | Happy Mistake           | IT5 Gold · (33 Wo.)IT | — | — | Erstveröffentlichung: 29. März 2013      |
| 2016 | Love Life Peace         | IT4 Gold · (21 Wo.)IT | — | — | Erstveröffentlichung: 23. September 2016 |
| 2020 | Ho un piano             | IT34 (2 Wo.)IT | — | — | Erstveröffentlichung: 7. Februar 2020    |

### Singles
| Jahr | Titel Album                            | Höchstplatzierung, Gesamtwochen, AuszeichnungChartplatzierungen (Jahr, Titel, Album, Platzierungen, Wochen, Auszeichnungen, Anmerkungen) | Höchstplatzierung, Gesamtwochen, AuszeichnungChartplatzierungen (Jahr, Titel, Album, Platzierungen, Wochen, Auszeichnungen, Anmerkungen) | Höchstplatzierung, Gesamtwochen, AuszeichnungChartplatzierungen (Jahr, Titel, Album, Platzierungen, Wochen, Auszeichnungen, Anmerkungen) | Anmerkungen                           |
| Jahr | Titel Album                            | IT | AT | CH | Anmerkungen                           |
| ---- | -------------------------------------- | --- | --- | --- | ------------------------------------- |
| 2011 | Follia d’amore Reality and Fantasy     | IT8 Gold · (15 Wo.)IT | — | — |                                       |
| 2011 | Madness of Love Reality and Fantasy    | — | AT40 (1 Wo.)AT | CH52 (1 Wo.)CH |                                       |
| 2014 | Liberi o no –                          | IT20 (1 Wo.)IT | — | — | mit The Bloody Beetroots              |
| 2016 | L’estate di John Wayne Love Life Peace | IT43 Platin · (3 Wo.)IT | — | — | Erstveröffentlichung: 25. Juli 2016   |
| 2020 | Carioca Ho un piano                    | IT33 (2 Wo.)IT | — | — | Erstveröffentlichung: 5. Februar 2020 |